# Ministère de la Conservation

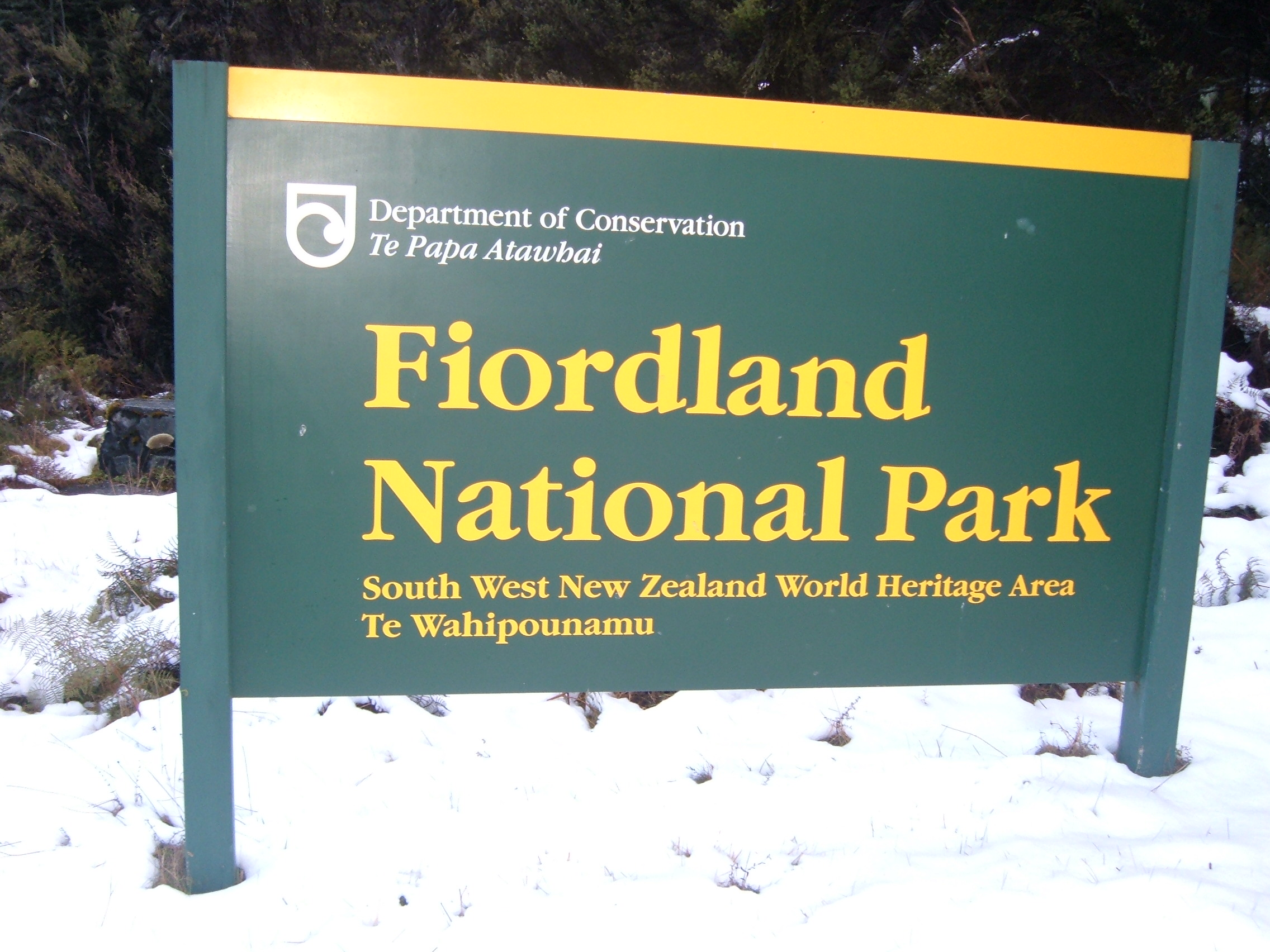
Logo du DOC sur un panneau à l'entrée du parc national de Fiordland.

Le ministère de la Conservation (en anglais : Department of Conservation, en maori de Nouvelle-Zélande : Te Papa Atawhai), communément appelé par son acronyme DOC, est le ministère du gouvernement de Nouvelle-Zélande qui s'occupe de la conservation du patrimoine naturel et historique du pays. La ministre actuelle est Poto Williams, qui détient ce rôle depuis le 14 juin 2022.

## Historique
L'évolution vers un organisme unique « de conservation » a commencé en novembre 1984, et acquis plus de force après une conférence nationale en 1985. À l'époque, le New Zealand Forest Service (en) était et à la fois le protecteur et l’exploitant forestier tandis que le Department of Survey and Land Information (en) était pris entre la protection des terres et le brulis des terres favorable à son développement, aussi bien que la gestion des parcs et réserves nationales. Forest and Bird (en), le Native Forest Action Council (en), Friends of the Earth, Maruia Society (en) et d'autres ONG ont fait campagne pour protéger les forêts de plaines podocarpaceae à travers le pays. Pour l'exécutif de l'époque, le service public a été accablé par des objectifs mixtes, et il n'y avait pas d'approche cohérente de la conservation de la biodiversité. Ainsi, il était logique de rassembler l'ensemble de ces structures à travers le pays en une seule agence.
Le New Zealand Department of Conservation a été lancée à Antrim House (en) (Wellington), par le premier ministre David Lange le 1er avril 1987. Son premier ministre était Russell Marshall, suivi dans les trois premières années de Helen Clark et Philip Woollaston (en). Le personnel a été tiré de plusieurs organismes gouvernementaux, principaux gestionnaires des terres du pays : le Department of Lands and Survey, le New Zealand Forest Service (en), et le Wildlife Service. Le Conservation Act est quant à lui accepté la même année. Il devient alors partie plusieurs organisations :. L'acte établit également la majorité des responsabilités et rôles du département.
Le DOC administre la plupart des terres du pays, ce qui implique presque un tiers de la superficie du pays, soit 80 000 km2, tous parcs, réserves terrestres et marines, rives des rivières et fleuves, une partie de la côte, plusieurs centaines de marais, etc., confondus. La plus grande partie de ces terres sont protégées pour des raisons d'ordre scénique, scientifique, historique ou culturel ; ils peuvent également être réservés à la récréation.
Le DOC s'occupe en grande partie de maintenir et créer des équipements de loisirs, dont notamment des sentiers, les zones de camping, de pique-nique, et des huttes pour ceux pratiquant les randonnées en terrain isolé.
Il administre également le Nature Heritage Fund (en) et a la responsabilité de la lutte contre les feux de forêt.
Il préserve l'héritage naturel en sauvegardant et assurant un suivi des différentes espèces biologiques, qu'elles soient animales ou végétales. Il aide les propriétaires à protéger l'aspect naturel de leurs terres.

## Liste des ministres
- 1987 : Russell Marshall
- 1987-1989 : Helen Clark
- 1989-1990 : Philip Woollaston (en)
- 1990-1996 : Denis Marshall (en)
- 1996 : Simon Upton (en)
- 1996-1999 : Nick Smith (en)
- 1999-2002 : Sandra Lee-Vercoe (en)
- 2002-2007 : Chris Carter) (en)
- 2007-2008 : Steve Chadwick (en)
- 2008-2010 : Tim Groser (en)
- 2010-2013 : Kate Wilkinson (en)
- 2013-2014 : Nick Smith (en)
- 2014-2017 : Maggie Barry (en)
- 2017-2020 : Eugenie Sage (en)
- 2020-2022 : Kiri Allan
- Depuis 2022 : Poto Williams

## Incidents

### Éruption sur l'Île Raoul
En mars 2006, une éruption volcanique au Green Lake de l'Île Raoul, administrée par le ministère de la Conservation, a probablement tué Mark Kearney, un employé du DOC. Au moment même de l'irruption, la victime était probablement en train de prendre des mesures des températures du lac, faisant partie d'un programme de surveillance de l'activité volcanique. Cinq autres employés du DOC, qui vivaient aussi sur l'île, ont été rapatriés de force sur le continent après l'éruption. Les recherches de Mark Kearney, qui ont été entravées notamment par le caractère éloigné de l'île et le risque d'autres activités volcaniques, ont échoué à retrouver un signe de vie.